# IC 4350
IC 4350 је спирална галаксија у сазвјежђу Хидра која се налази на листи објеката дубоког неба у Индекс каталогу.
Деклинација објекта је - 25° 14' 45" а ректасцензија 13h 57m 13,9s. Привидна величина (магнитуда) објекта IC 4350 износи 12,8 а фотографска магнитуда 13,7. IC 4350 је још познат и под ознакама ESO 510-22, MCG -4-33-19, AM 1354-250, PGC 49628.